# Angelo Preciado
Angelo Smit Preciado Quiñónez (ur. 18 lutego 1998 w Shushufindi) – ekwadorski piłkarz grający na pozycji prawego obrońcy lub prawego pomocnika. Od 2023 jest zawodnikiem klubu Sparta Praga.

## Kariera klubowa
Swoją karierę piłkarską Preciado rozpoczynał w juniorach takich klubów jak: CD América (2014-2015) i Independiente del Valle (2015-2016). W 2017 roku awansował do pierwszego zespołu Independiente. W 2018 roku został z niego wypożyczony do trzecioligowej Alianzy Cotopaxi, klubu filialnego Independiente. W lipcu wrócił do Independiente i 10 lipca 2018 zaliczył w nim debiut ligowy w przegranym 1:3 wyjazdowym meczu z SD Aucas. W zespole Independiente występował do końca 2020 roku.
4 stycznia 2021 Preciado przeszedł do belgijskiego KRC Genk za kwotę 3 milionów euro. W Genku swój debiut zanotował 16 stycznia 2021 w przegranym 0:2 wyjazdowym meczu z Royalem Excel Mouscron. W sezonie 2020/2021 wywalczył z Genkiem wicemistrzostwo oraz Puchar Belgii.
| Sezon   | Klub                    | Kraj    | Rozgrywki         | Mecze | Gole |
| ------- | ----------------------- | ------- | ----------------- | ----- | ---- |
| 2017    | Independiente del Valle | Ekwador | Serie A           | 0     | 0    |
| 2018    | Alianza Cotopaxi        | Ekwador | Segunda Categoría | 11    | 2    |
| 2018    | Independiente del Valle | Ekwador | Serie A           | 24    | 2    |
| 2019    | Independiente del Valle | Ekwador | Serie A           | 20    | 1    |
| 2020    | Independiente del Valle | Ekwador | Serie A           | 21    | 3    |
| 2020/21 | KRC Genk                | Belgia  | Eerste klasse A   | 10    | 0    |

## Kariera reprezentacyjna
W 2017 roku Preciado był w kadrze Ekwadoru U-20 na Mistrzostwa Świata U-20. W reprezentacji Ekwadoru zadebiutował 12 października 2018 roku w przegranym 3:4 towarzyskim meczu z Katarem, rozegranym w Dosze, gdy w 46. minucie zmienił Stivena Plazę. W 2021 roku był w kadrze Ekwadoru na Copa América 2021.